# Ферру (футболіст)
Франсішку Рейш Феррейра (порт. Francisco Reis Ferreira), більш відомий як Ферру (порт. Ferro, нар. 26 березня 1997, Олівейра-де-Аземейш) — португальський футболіст, захисник «Бенфіки». На правах оренди грає за «Вітессе».

## Клубна кар'єра
Народився 26 березня 1997 року в місті Олівейра-де-Аземейш. Вихованець юнацької команди «Бенфіка». З 2016 року став виступати у складі другої команди клубу. Дебютував за неї 30 січня 2016 року в матчі Сегунда-ліги проти «Олівейренсе» (2:1).
На початку 2019 року був переведений до першої команди. 6 лютого 2019 року в матчі Кубка Португалії проти столичного «Спортінга» Ферру дебютував за основний склад. 10 лютого в матчі проти «Насіунала» (Фуншал) він дебютував у Сангріш-лізі. У цьому ж поєдинку Франсішку забив свій перший гол за «Бенфіку». У своєму дебютному сезоні він став чемпіоном і завоював Суперкубок Португалії.
31 січня 2021 до кінця сезону був орендований іспанською «Валенсією». За півроку провів три гри у Ла Лізі, після чого повернувся до «Бенфіки».

## Виступи за збірні
2013 року дебютував у складі юнацької збірної Португалії (U-17). Разом зі збірною до 17 років став півфіналістом чемпіонату Європи серед юніорів у 2014 році, зігравши на турнірі на Мальті всі чотири зустрічі. Згодом разом зі збірною до 19 років знову дійшов до півфіналу юнацького чемпіонату Європи 2016 року, провівши чотири зустрічі. З командою до 20 років брав участь у молодіжному чемпіонаті світу 2017 року в Південній Кореї, де португальці дійшли до чвертьфіналу, але Ферру зіграв лише два матчі. Загалом на юнацькому рівні взяв участь у 29 іграх, відзначившись 3 забитими голами.
З 2018 року залучався до складу молодіжної збірної Португалії. На молодіжному рівні зіграв у 7 офіційних матчах.
На початку вересня 2019 року Ферру був вперше викликаний до національної збірної Португалії на матчі кваліфікації Євро-2020 проти Сербії та Литви, замінивши травмованого Пепе, втім на поле не виходив.

## Статистика виступів

### Статистика клубних виступів
Станом на 3 червня 2021
| Сезон                 | Команда               | Чемпіонат             | Чемпіонат | Чемпіонат | Національний кубок | Національний кубок | Національний кубок | Континентальні кубки | Континентальні кубки | Континентальні кубки | Інші змагання | Інші змагання | Інші змагання | Усього | Усього |
| Сезон                 | Команда               | Ліга                  | Ігор      | Голів     | Ліга               | Ігор               | Голів              | Ліга                 | Ігор                 | Голів                | Ліга          | Ігор          | Голів         | Ігор   | Голів  |
| --------------------- | --------------------- | --------------------- | --------- | --------- | ------------------ | ------------------ | ------------------ | -------------------- | -------------------- | -------------------- | ------------- | ------------- | ------------- | ------ | ------ |
| 2015–16               | «Бенфіка Б»           | СЛ (ІІ)               | 8         | 0         |                    | -                  | -                  |                      | -                    | -                    |               | -             | -             | 8      | 0      |
| 2016–17               | «Бенфіка Б»           | СЛ (ІІ)               | 30        | 3         |                    | -                  | -                  |                      | -                    | -                    |               | -             | -             | 30     | 3      |
| Усього за «Бенфіку Б» | Усього за «Бенфіку Б» | Усього за «Бенфіку Б» | 38        | 3         |                    | -                  | -                  |                      | -                    | -                    |               | -             | -             | 38     | 3      |
| 2018–19               | «Бенфіка»             | ПЛ                    | 13        | 2         | КП+КЛ              | 1+0                | 0                  | ЛЄ                   | 4                    | 0                    | -             | -             | -             | 18     | 2      |
| 2019–20               | «Бенфіка»             | ПЛ                    | 11        | 1         | КП+КЛ              | 0+0                | 0                  | ЛЧ                   | 5                    | 1                    |               | -             | -             | 16     | 2      |
| Усього за «Бенфіку»   | Усього за «Бенфіку»   | Усього за «Бенфіку»   | 24        | 3         |                    | 1                  | 0                  |                      | 9                    | 1                    |               | -             | -             | 34     | 4      |
| Усього за кар'єру     | Усього за кар'єру     | Усього за кар'єру     | 62        | 6         |                    | 1                  | 0                  |                      | 9                    | 1                    |               | -             | -             | 72     | 7      |

## Титули і досягнення

### Командні
- Чемпіон Португалії (1):

«Бенфіка»: 2018-19
- Володар Суперкубка Португалії (1):

«Бенфіка»: 2019
- Володар Кубка Хорватії (1):

«Хайдук»: 2021-22